# Walter Engel (Schiedsrichter)
Walter Engel (* 15. Mai 1939) ist ein ehemaliger deutscher Fußballschiedsrichter.
Der aus Reimsbach stammende Engel fungierte seit 1957 als Schiedsrichter. 1969 schaffte er den Sprung auf die DFB-Liste. Er leitete von 1969 bis 1983 insgesamt 100 Spiele der Ersten Fußball-Bundesliga und mit dem Start der 2. Fußball-Bundesliga 1974 bis zu seinem Rücktritt 1983 insgesamt 54 Zweitligapartien. Zum Ausklang seiner Karriere wurde Engel 1983 mit der Leitung des DFB-Pokalfinales betraut.